# Goryphus mesoxanthus
Goryphus mesoxanthus là một loài tò vò trong họ Ichneumonidae.